# Spirale (牧野由依單曲)
《Spirale》（日语：スピラーレ）是日本女性聲優牧野由依的第7張單曲。2008年1月23日由Victor Entertainment發行。

## 解說
《Spirale》是2008年1月至3月東京電視網電視動畫《ARIA The ORIGINATION》採用的片頭主題曲。其歌名靈感來自於義大利語的「螺旋」之意，所以是用以空拍角度拍攝牧野她站在螺旋階梯上作為單曲封面。
《Spirale》也是自從牧野她的第3張單曲《Euphoria》以來，第3次選用作為《水星領航員》動畫系列片頭主題曲的單曲。至於B面歌曲「側臉 -acoustic version-」曾在同名電視動畫作為第12、13話的劇中插入歌曲使用。兩面歌曲後來都收錄在她的第2張專輯，2008年3月26日發行。
後來，多次在《水星領航員》動畫系列幫牧野作詞、作曲的音樂組合ROUND TABLE以ROUND TABLE featuring Nino名藝也翻唱過表題曲「Spirale」，並在2008年發行的第3張專輯《Distance》收錄。

## 收錄歌曲
1. Spirale [5:41]
  - 作詞：河井英里，作曲、編曲：窪田美奈（日语：窪田ミナ）
  - 東京電視網電視動畫《ARIA The ORIGINATION》片頭主題曲
2. 側臉 -acoustic version- [4:54]
  - 作詞、作曲：伊藤利惠子，編曲：櫻井康史、伊藤利惠子
  - 東京電視網電視動畫《ARIA The ORIGINATION》第12、13話劇中插入歌
3. Spirale（Instrumental）
4. 側臉 -acoustic version-（Instrumental）

## 收錄專輯
| 曲名    | 收錄專輯 | 發行日期      | 備註                                                           |
| ------- | -------- | ------------- | -------------------------------------------------------------- |
| Spirale | 《》     | 2008年3月26日 | 牧野由依的個人第2張原創專輯 以本名轉化成片假名作名稱發行的專輯 |

## 外部連結
- Flying DOG官方網站的歌曲介紹頁面（页面存档备份，存于） （日語）